# Leandro Lima
George Leandro Abreu de Lima dit Leandro Lima ou Leandrinho, et un joueur de football brésilien né le 9 novembre 1985 à Fortaleza (Brésil).
Il peut occuper le poste de milieu offensif, milieu gauche et demi-offensif (entre le milieu offensif et l'avant-centre).

## Carrière
| Période          | Club            | Pays     | Matchs / Buts      |
| ---------------- | --------------- | -------- | ------------------ |
| 2006-2007        | AD São Caetano  | Brésil   | 24 matchs / 4 buts |
| 2007-2008        | FC Porto        | Portugal | 8 matchs           |
| 2008-2009 (prêt) | Vitória Setubal | Portugal | 24 matchs          |
| 2009             | Cruzeiro EC     | Brésil   | 8 matchs / 1 but   |
| 2010-2011        | União Leiria    | Portugal | 22 matchs / 1 but  |
| 2011             | Avaí FC         | Brésil   | 2 matchs           |

## Palmarès
- Champion du Portugal en 2008 avec le FC Porto